# Impasse des Fillettes
L'impasse des Fillettes est une voie du 18e arrondissement de Paris, en France.

## Situation et accès
L'impasse des Fillettes est une voie située quartier de la Chapelle, dans le 18e arrondissement de Paris, qui débute au no 46, rue Charles-Hermite et se termine en impasse.

## Origine du nom
Cette voie porte le nom d'un lieu-dit.

## Historique
Cette impasse a été ouverte sur l'emplacement des bastions nos 32 et 33 de l'enceinte de Thiers, sous le nom de « voie P/18 ». L'impasse des Fillettes est régulièrement indiquée sur les plans de Paris mais ne fait pas partie de la nomenclature officielle des voies de Paris, dans laquelle on trouve par contre, sur la même assiette, la voie P/18.

## Bâtiments remarquables et lieux de mémoire
- Skateparks de Paris[2]
- Square Charles-Hermite
- Église Saint-Pierre-Saint-Paul